# Alysseae
Alysseae es una tribu de plantas pertenecientes a la familia Brassicaceae.

## Géneros
- Alyssoides Mill.
- Alyssum L.
- Asterotricha V. V. Botschantz. = Fibigia Medik.
- Aurinia Desv. ~ Alyssum L.
- Berteroa DC.
- Bornmuellera Hausskn.
- Clastopus Bunge ex Boiss.
- Clypeola L.
- Degenia Hayek
- Fibigia Medik.
- Galitzkya V. V. Botschantz.
- Gamosepalum Hausskn. = Alyssum L.
- Hormathophylla Cullen & T. R. Dudley ~ Alyssum L.
- Irania Hadac & Chrtek = Fibigia Medik.
- Lepidotrichum Velen. & Bornm. ~ Aurinia Desv.
- Leptoplax O. E. Schulz
- Lutzia Gand. = Alyssoides Mill.
- Meniocus Desv. = Alyssum L.
- Odontarrhena C. A. Mey. = Alyssum L.
- Phyllolepidum Trinajstic
- Physocardamum Hedge
- Physoptychis Boiss.
- Pseudoanastatica (Boiss.) Grossh. = Clypeola L.
- Psilonema C. A. Mey. = Alyssum L.
- Pterygostemon V. V. Botschantz. =~ Fibigia Medik.
- Straussiella Hausskn.
- Triplopetalum Nyár. = Alyssum L.
- Vesicaria Adans. = Alyssoides Mill.